# Willo Welzenbach
Wilhelm Willo Welzenbach geralmente conhecido por Willo Welzenbach (Munique, 13 de outubro de 1899 - Maciço do Nanga Parbat, 13 de julho de 1934) foi um alpinista alemão que criou a primeira cotação de escalada, e que morreu numa expedição alemã ao Nanga Parbat, no Paquistão.

## Biografia
Por muitos considerado como um grande alpinista do período entre-guerras, mas de longe o maior no gelo, Willo Welzenbach começou a escalada nos Alpes calcários do Tirol em particular, e nos Alpes em geral, onde inventou novas técnicas como a os pregos de gelo. Em 1923 descobre Chamonix e as montanhas geladas dos Alpes Ocidentais, mas uma doença articular a partir de 1923, torna-o deficiente motor, e necessita da sua parte uma longa reeducação.
Em 1934 participou na expedição alemã ao Nanga Parbat no Paquistão como segundo de Willi Merkl. Em 6 de julho, quando já haviam sido atingidos os 7000 m de altitude, levantou-se uma horrível tempestade que obrigou os montanhistas a descer o mais rapidamente possível. Tarde demais, pois na descida morreram Uli Wieland, Willo Welzenbach e Willi Merkl.

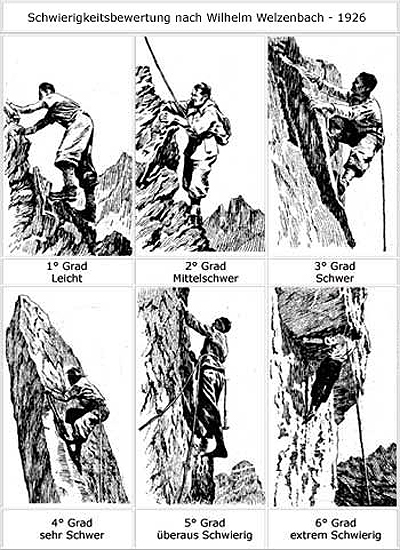
Escala de Willo Welzenbach

## Ascensões
- 1923 - Parede leste do Fleischbank
  - - Parede oeste  do Totenkirchl
  - - Face sul do Schüsselkarspitze (Wetterstein)
  - - Aiguille d'Argentière
  - - Aiguille de Triolet
  - - Mont Dolent
- 1924 - Face noroeste do Grosses Wiesbachhorn
  - - Face norte do Breithorn
  - - Face este do Mont Rose
- 1925 - Percurso da Arête de Peuterey
  - - Face norte do Liskamm
  - - Parede norte da Dent d'Hérens
- 1926 - Face noroeste  do Breithorn
  - - Face sul do Ober Gabelhorn
  - - Face norte do Grossglockner
- 1927 - Corredor glaciar do Pallavicini, no Grossglockner
  - - Travessia da aresta cumital das Grandes Jorasses
  - - Monte Branco pelo Glaciar de Brenva
- 1929 - Face norte de Les Courtes
  - - Face norte da Aiguille de Bionnassay
- 1930 - Face norte do Gross Fiescherhorn
- 1931 - Face norte da Aiguille des Grands Charmoz
- 1932 - Face norte do Grosshorn
  - - Face norte do Gletscherhorn
  - - Face norte do Breithorn de Lauterbrunnen
- 1933 - Face norte do Nesthorn (Alpes Berneses)